# Løvenstierne
Løvenstierne er navnet på to danske adelsslægter, en nulevende og en uddød.

## Løvenstierne (I)
Overretsassessor og kommerceråd Johan Adolph Stuve eller Struve blev adlet 31. december 1714 med navnet Løvenstierne. Han havde ikke ægtefødte børn, og hans efterkommere - med navnet Gravenhorst - må altså være uægte, hvilket kom frem ved E.A. Thomles undersøgelser af slægtens historie.
Læge i Stockholm Anton Herman Gravenhorst (1810-1899) fik ved kongeligt åbent brev af 29. februar 1872 stadfæstelse på dansk adelskab under navnet Løvenstierne.

## Løvenstierne (II)
Kancelliråd Michael Riis til Nørlund var fader til Engelke Godefroid Riis (ca. 1732-1772), som 17. december 1756 blev adlet med navnet de Løwenstierne. Han var ugift og efterlod ikke afkom. Måske blev han adlet med samme navn, fordi Johan Adolph Løvenstierne var blevet landsforvist og ikke havde ægte afkom.